# Hadrodactylus larvatus
Hadrodactylus larvatus là một loài tò vò trong họ Ichneumonidae.